# Room to Read
Room to Read («Комната для чтения», «Читальня») — американская некоммерческая организация, которая стремится улучшить грамотность и гендерное равенство в системе образования развивающихся стран. Штаб-квартира расположена в Сан-Франциско, основные программы реализуются в ЮАР, Замбии, Танзании, Индии, Шри-Ланке, Непале, Бангладеш, Лаосе, Камбодже и Вьетнаме.
Room to Read развивает навыки грамотности и привычку к чтению среди детей начальной школы, поддерживает девочек в их стремлении окончить среднюю школу с соответствующими жизненными навыками, чтобы преуспеть как в образовании, так и вне стен школы. Room to Read тесно сотрудничает с местными сообществами, партнёрскими благотворительными и социальными организациями, правительственными структурами (в том числе с Фондом Билла Клинтона и гостиничной группой Hilton Worldwide).
К осени 2014 года Room to Read построила свыше 1,7 тыс. школ и открыла свыше 16 тыс. детских библиотек, предоставив доступ к образованию более 8,8 млн детям. Организация распределила 13,3 млн книг и издала на свои средства 885 книг (в том числе более 700 детских книг на 27 языках мира), более 25,7 тыс. девочек участвовали в программе Girls’ Education. Новые школы строятся вместе с соинвесторами организации, а потом безвозмездно передаются под управление местных общин.

## История
В 1998 году Джон Вуд, работавший тогда руководителем в Microsoft, путешествовал по Непалу и увидел плохое состояние школьных библиотек. Позже он вернулся в Непал и привёз в дар более 3 тыс. книг, а в 2000 году основал свою организацию Room to Read.
В 2004, 2006 и 2010 годах Room to Read и её основатель Джон Вуд получали премии в области социального предпринимательства от Фонда Сколла, в 2007 году организация вошла в число финалистов Breakthrough Ideas in Education от американской организации Academy for Educational Development, в 2008 году получила приз Best of America от журнала Reader's Digest, в 2011 году — приз Конфуция за грамотность от ЮНЕСКО. Кроме того, Room to Read четыре раза становилась победителем награды Social Capitalist Award от журнала Fast Company и консалтинговой компании Monitor Group, семь раз побеждала в номинациях от Charity Navigator, получала призы от частного венчурного фонда Draper Richards и журнала Time (Asian Heroes Award). Джон Вуд был выбран одним из первых обладателей звания Alumni Social Entrepreneur of the Year от школы менеджмента Келлог.
Осенью 2014 года Глобальная инициатива Клинтона обязалась инвестировать в Room to Read 12 млн долл. с целью гарантировать 15 тыс. девочек среднее образование и возможность поступить в университет.